# Raymond-Marie Rouleau
Pour les articles homonymes, voir Rouleau.
 (novembre 2014).
Si vous disposez d'ouvrages ou d'articles de référence ou si vous connaissez des sites web de qualité traitant du thème abordé ici, merci de compléter l'article en donnant les références utiles à sa vérifiabilité et en les liant à la section « Notes et références ».
Raymond-Marie Rouleau, né le 6 avril 1866 à L'Isle-Verte et décédé le 31 mai 1931 à Québec, est un ecclésiastique canadien. Il fut évêque de Valleyfield, archevêque de Québec de 1927 à 1931 et cardinal.

## Biographie

### Jeunesse et études
Issu d'une famille de cultivateurs catholiques et d'une mère de descendance écossaise, Raymond-Marie Rouleau naît à L'Isle-Verte dans le comté de Témiscouata, le 6 avril 1866. Il reçoit le même prénom que son père au baptême, Félix; Raymond-Marie étant son nom de religion. Il suit ses études primaires à l'école locale et apprend le latin avec son oncle, l'abbé Rouleau, chanoine et curé de la cathédrale de Rimouski.
À 13 ans, en septembre 1879, il entre au séminaire de Rimouski pour y faire son cours classique.
En septembre 1885, à l'âge de 19 ans, il prend officiellement la soutane.

### Archevêque de Québec
Intronisé à Québec le 8 novembre 1926, le nouvel archevêque est décoré du pallium le 24 février 1927.

### Cardinal de Saint-Pierre de Montorio
Lors du consistoire du 19 décembre 1927, Rouleau est créé cardinal de la sainte Église, du titre de Saint-Pierre de Montorio.
Sa rapide ascension le mène, en moins de cinq ans, de sa cellule de moine jusqu'au sommet de la hiérarchie canadienne et à la pourpre romaine.
Le 31 mai 1931, après moins de quatre ans, Raymond-Marie Rouleau meurt à Québec, dans son palais archiépiscopal, foudroyé par une crise d'angine à l'âge de 65 ans.

## Hommages
L'avenue Cardinal-Rouleau a été nommée en son honneur en 1947 dans la ville de Québec.
La rue Raymond-Marie a été nommée en son honneur, en 1935, dans l'ancienne municipalité de Giffard, maintenant intégrée à la ville de Québec.

## Succession apostolique
Raymond-Marie Rouleau a ordonné les évêques suivants :
- Évêque Joseph-Omer Plante (de) (1927)
- Archevêque Georges-Alexandre Courchesne (1928)
- Évêque Charles-Antonelli Lamarche (1928)